# Altera Vita
Altera Vita (Latein für „ein anderes Leben“) ist ein Jazzalbum von Alina Bzhezhinska und Tony Kofi. Die um 2023 entstandenen Aufnahmen erschienen am 5. April 2024 auf BBE Music.

## Hintergrund
Im Jahr 2017 standen die ukrainische Harfenistin Alina Bzhezhinska und der britische Saxophonist Tony Kofi gemeinsam mit Pharoah Sanders auf der Bühne, zu Ehren des „ersten Paares des Jazz“ (Alice und John Coltrane) beim EFG London Jazz Festival. Dieser Abend hat die beiden sehr geprägt und der Auftritt war die Initialzündung für das gemeinsame Album Altera Vita. Als Pharoah Sanders im September 2022 starb, fanden Alina Bzhezhinska und Tony Kofi wieder zusammen, um dem Musiker eine Hommage zu widmen. Altera Vita (For Pharoah Sanders) ist das erste gemeinsame Album der beiden.
Nach Sanders’ Tod im Jahr 2022 schrieb Kofi das Stück „Altera Vita (for Pharoah Sanders)“, den Namensgeber dieses Albums, und seine Schlussnummer, hier mit dem Titel „Altera Vita – Another Life“. Er und Bzhezhinska haben es 2023 als Single aufgenommen und veröffentlicht. Schließlich entstand daraus das Konzept für das Album. Die beiden Musiker waren auch für die zusätzliche Perkussion verantwortlich, die aus einer Vielzahl von Glockenspielen, Kalimbas, Klangschalen und dergleichen besteht. Zusätzlich wurde Muriel Grossmanns Spiel auf der Tanpura eingefügt.

## Titelliste
- Alina Bzhezhinska und Tony Kofi: Altera Vita (BBE Music)[3]

1. Tabula Rasa – Blank Slate 4:56
2. Tu Vides – You See 5:19
3. Tange – Touch 5:31
4. Audite Me – Hear Me 6:19
5. Anima – Breathe 5:19
6. Altera Vita – Another Life (Tony Kofi) 5:36

Wenn nicht anders vermerkt, stammen die Kompositionen von Alina Bzhezhinska und Tony Kofi.

## Rezeption

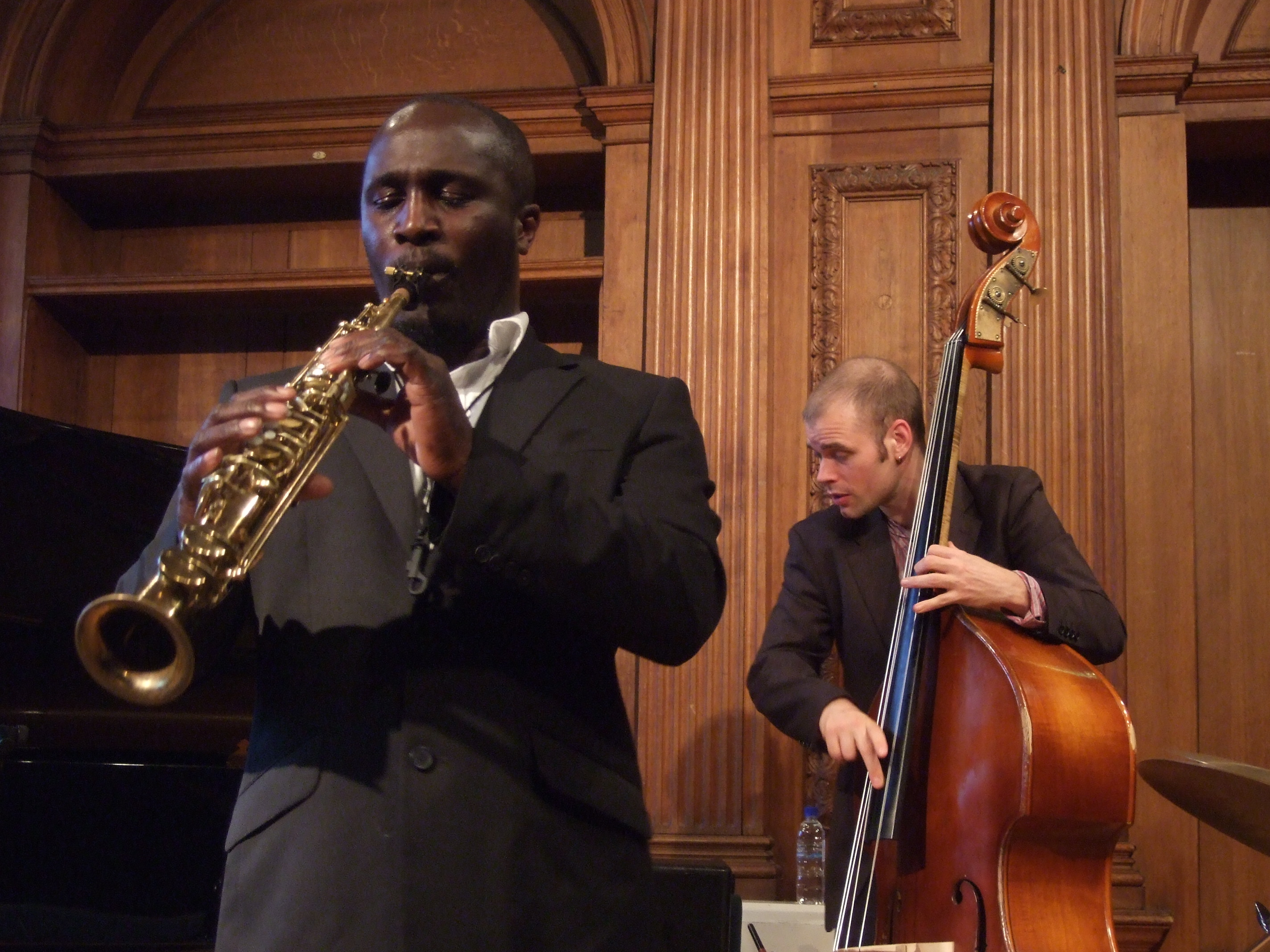
Tony Kofi (mit Ben Hazleton am Bass; 2008)

Nach Ansicht von Carsten Wehrhoff (Radio Eins) ist dieses Album ein musikalisches Wunderwerk, denn das Zusammenspiel von Harfe und Saxophon würde einfach traumhaft klingen; es sei so, als stünden die Harfenistin Alice Coltrane und der Tenorsaxophonist Pharoah Sanders gemeinsam im Studio. Es sei reduziert instrumentiert, warmklingend und auf Improvisation beruhend. Harfe und Saxophon würden durch den sparsamen Einsatz von Perkussion untermalt und Muriel Grossmann setze mit ihrer Tanpura (einem indischen Saiteninstrument) feine musikalische Akzente, so dass alles traumhaft zusammenfließe.
Altera Vita würde vor Anmut und Schönheit schimmern, schrieb im Down Beat Frank Alkyer, der das Album dort mit der Höchstnote von fünf Sternen bewertete. Es sei ein fantastisches Album, das die Erinnerung an die Legenden Alice und John Coltrane wach rufe und die Tradition der Spiritualität im Jazz erweitere. Altera Vita sei ein kraftvolles, bewegendes und atemberaubendes Meisterwerk.
Nach Ansicht von Thom Jurek, der das Album bei AllMusic vorstellte, bietet Altera Vita den Zuhörern „inspirierenden Trost in schwierigen Zeiten“. Obwohl das Album Altera Vita ruhig und warm sei, enthalte es auch Improvisation. Die Musik werde mit Autorität, Anmut und Ehrfurcht dargeboten, während die Spieler Schichten abtragen, um großzügig und intim miteinander zu kommunizieren und zu teilen.